# Attentats des 17 et 18 août 2017 en Catalogne
Les attentats des 17 et 18 août 2017 en Catalogne sont des attaques terroristes islamistes au véhicule-bélier perpétrées les 17 et 18 août 2017 sur la Rambla à Barcelone et à Cambrils, en Espagne.
L'organisation État islamique revendique l'attentat de Barcelone le jour même et celui de Cambrils le lendemain, par l'intermédiaire de son organe de propagande Amaq.

## Contexte
Depuis les attentats de 2004, l'Espagne n'a pas été touchée par le terrorisme islamiste.
Mais « la Catalogne est la principale région d’Espagne concernée par le djihadisme, avec Ceuta, Melilla et Madrid. Le département d'État des États-Unis faisait le même constat en 2010 à cause de « l'implantation des communautés marocaine et pakistanaise » à Barcelone, et « l'effervescence d'activités liées aux islamistes » à Tarragone, L'Hospitalet de Llobregat, Badalone et Reus. Depuis les années 1990, le salafisme s’est beaucoup développé dans la région et a créé un terreau favorable à la radicalisation de certains habitants », écrit Anna Teixidor Colomer (ca), journaliste de la chaîne publique catalane TV3 et auteure de Combattants au nom d’Allah, de la Catalogne au Jihad. Près de 80 % des centres de culte liés au salafisme (qui prône un islam rigoriste) en Espagne sont implantés en Catalogne, précise le journal catalan La Razón et « selon La Vanguardia, qui cite le rapport 2016 sur la sécurité nationale, la Catalogne est la région abritant la communauté islamique la plus « radicale » et détenant le plus de liens avec des islamistes radicaux d'autres pays européens ». « Les personnes arrêtées en lien avec les filières djihadistes sont principalement de jeunes hommes parfois mineurs, précise Anna Teixidor Colomer. Ils sont naturalisés espagnols ou principalement issus de la deuxième génération de familles immigrées marocaines ou pakistanaises ». Depuis les années 1990, les autorités catalanes ont encouragé l'arrivée de ressortissants non-hispanophones. Entre 2013 et 2016, 32,8 % des personnes condamnées pour des activités liées à l'État islamique s'étaient « radicalisées » à Barcelone et 43,4 % à Ceuta. 29,8 % étaient originaires de Catalogne et 22,1 % de Ceuta, selon le think tank Real Instituto Elcano.
La pratique du salafisme s'est installée en Catalogne, ce qui fait dire à certains[Qui ?] que la deuxième ville d'Espagne serait « une véritable plaque tournante du djihadisme ». Le conflit en Syrie et la proximité du Maroc, un des pays qui a envoyé le plus grand nombre de combattants en Syrie, ont probablement servi d’amplificateur au phénomène. Durant les mois qui ont précédé les attentats, la police espagnole a démantelé des réseaux djihadistes, souvent des filières marocaines, dont certaines en lien avec les attentats en Belgique.

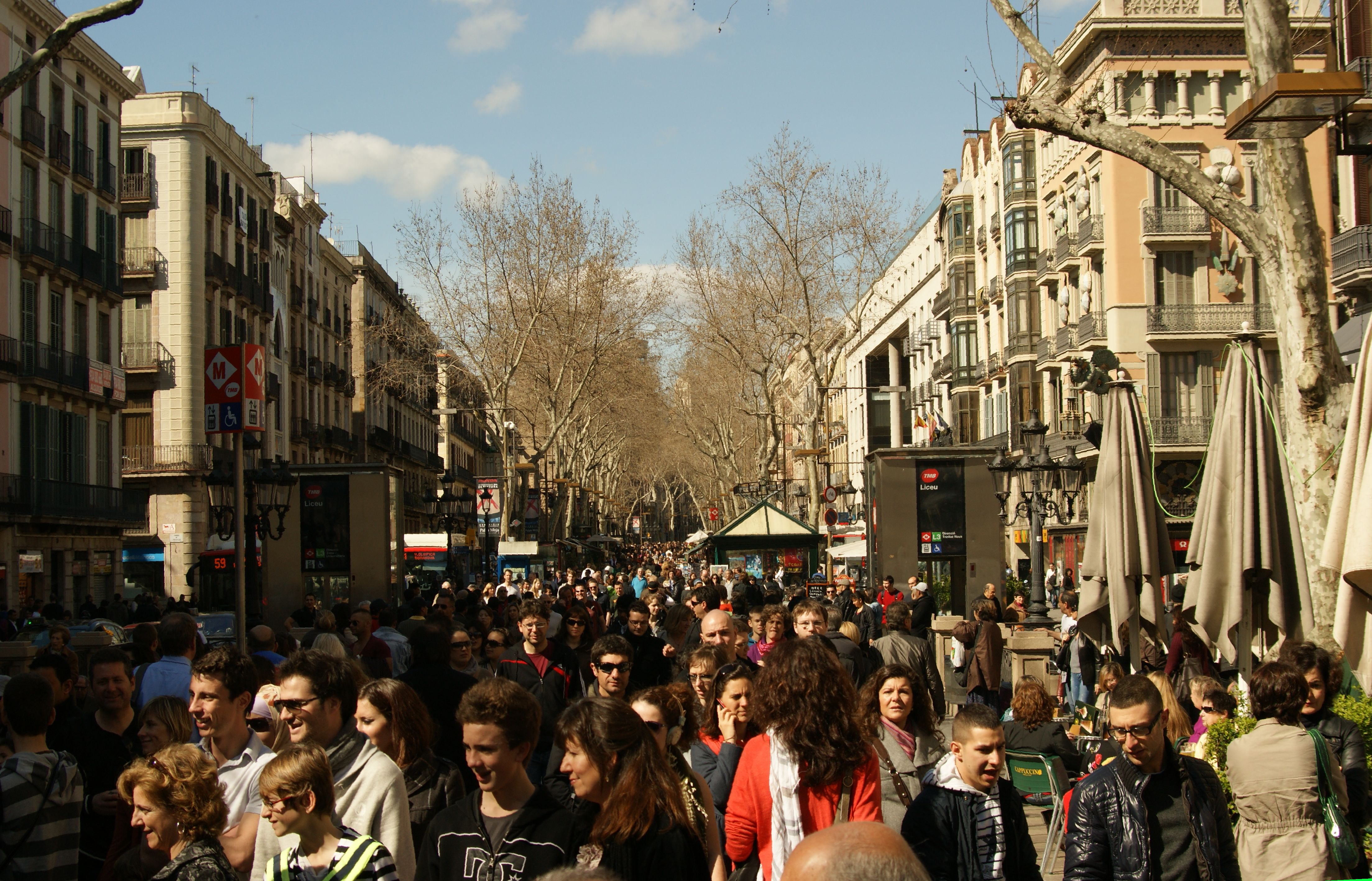
Affluence piétonnière dans la zone de La Rambla, à la station de métro Liceu, en 2011.
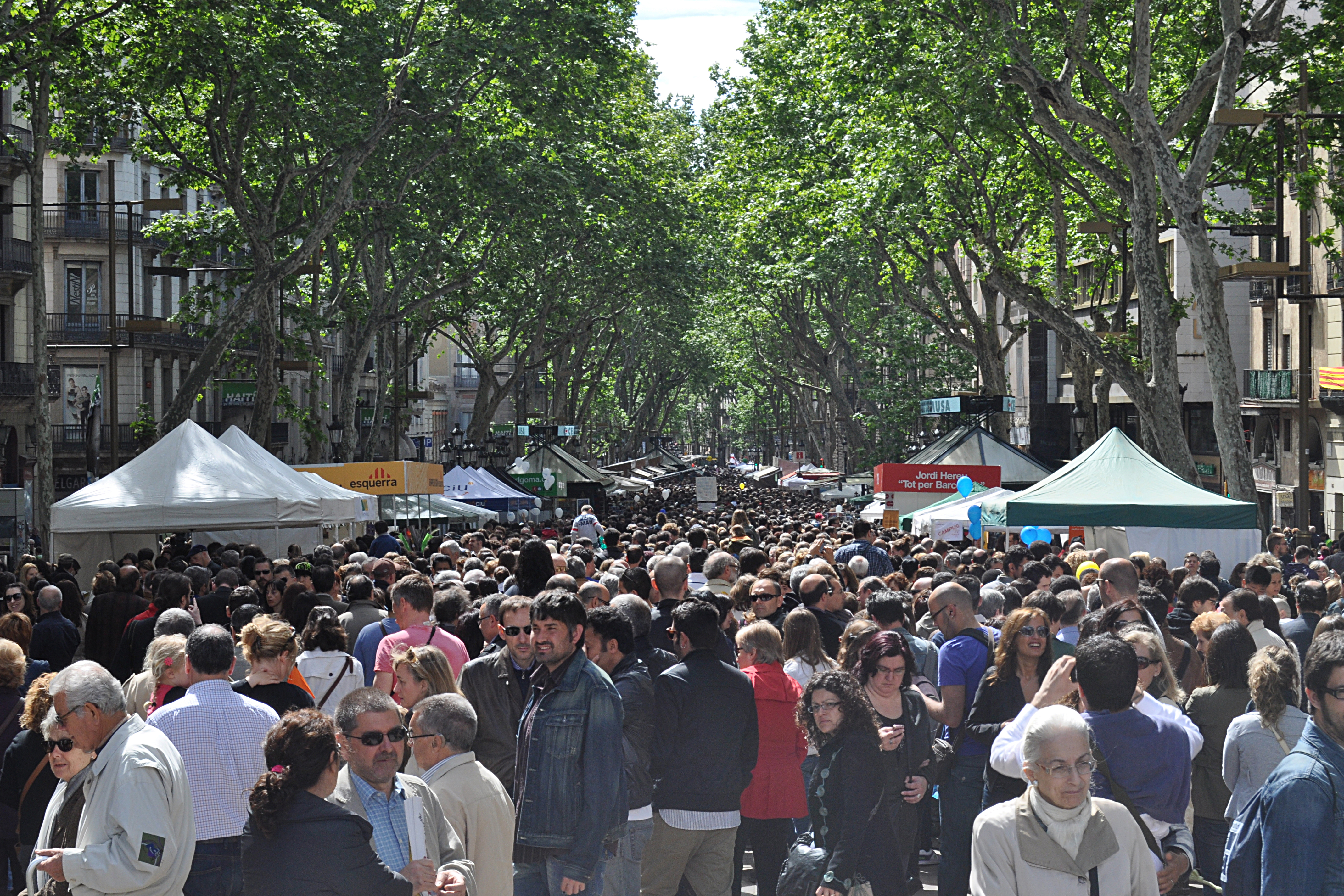
La Rambla, site de l'attaque par la fourgonnette ; toujours en 2011.
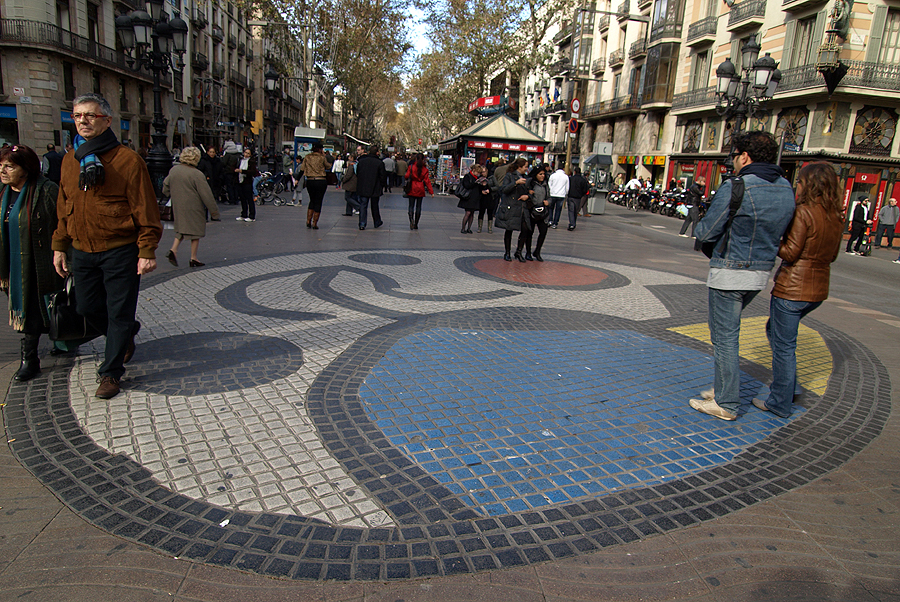
Mosaic del Pla de l'Os sur La Rambla.

## Des attentats précipités par une explosion accidentelle
Selon la police catalane, cet attentat fait suite à une explosion dans un immeuble qui a tué la veille deux personnes dans la commune d'Alcanar,. La police ajoute que la cellule terroriste préparait plusieurs attentats à la bombe et que c'est l’explosion accidentelle qui a poussé les terroristes à agir dans la précipitation. Cent vingt bouteilles de gaz et des traces de TATP, « type d'explosif utilisé par Daesh » ont été découvertes sur les lieux. La police a ensuite confirmé que les terroristes avaient fait des repérages quelques jours avant les attentats aux abords de la Sagrada Família, qui aurait pu être leur cible principale avant l'explosion accidentelle de leur cache qui les a poussé à changer leurs plans. Le Camp Nou fait partie des cibles potentielles repérées, de même que la Tour Eiffel à Paris selon un rapport publié en janvier 2018 par deux chercheurs espagnols, Fernando Reinares et Carola Garcia-Calvo, dans la revue américaine du Combating Terrorism Center de l’académie militaire de West Point.
Selon ces auteurs, une série d'attentats du même modèle que ceux des attentats du 13 novembre 2015 en France étaient prévus pour l'automne à Barcelone (attaques coordonnées avec des kalachnikov et des ceintures explosives dans des salles de concerts, des restaurants et lors de rencontres sportives) par des terroristes recrutés par Abdelhamid Abaaoud. Toutefois, ils estiment que ce réseau de 2015 n'était pas lié à la cellule qui a commis les attentats d'août 2017, l'homme-clef étant alors le marocain Abdeljalil Ait el-Kaid, originaire de la localité espagnole de Torrevieja et qui avait rejoint la Syrie en septembre 2014, où il était entré en contact avec le cercle d'Abdelhamid Abaaoud. Sa mission d'organisation d'attentats à Barcelone avait été déjouée grâce à un signalement des autorités espagnoles qui avait conduit à son arrestation en juin 2015 à Varsovie puis son transfert et son incarcération le mois suivant en Espagne.

## Déroulement

### Attaque de Barcelone

Déroulement de l’attaque de Barcelone.

Le 17 août 2017 à 16 h 57, une fourgonnette Fiat Talento monte sur l'allée centrale piétonne de la Rambla à son extrémité près de la place de Catalogne et fonce sur les passants, zigzaguant pendant près de cinq cent trente mètres, jusqu'à la Mosaic del Pla de l'Os. Pour prévenir la fuite de l'assaillant, les Mossos d'Esquadra (police de la Catalogne) déclenchent le plan Jaula 1. Deux morts et plusieurs blessés sont signalés. On pense tout d'abord que l'un des auteurs de l'attaque se serait barricadé dans un bar de l'avenue, ce qui se révèle plus tard être faux.
À 17 h 34, la police boucle le périmètre de l'attaque et fait évacuer la place de Catalogne, grande place située à l'extrémité nord-ouest de l'avenue. Les commerces et transports publics sont fermés. Lors d'une conférence de presse, le conseiller à l'Intérieur Joaquim Forn annonce un mort et trente-deux blessés. Certains médias, comme La Vanguardia, El País ou El Mundo, annoncent quant à eux jusqu'à treize morts, bilan confirmé plus tard dans la soirée.
Toutefois, le 21 août, la police catalane déclare qu'un homme retrouvé mort dans une voiture près de Barcelone, fait également partie des tués : sa voiture pourrait avoir été dérobée par le suspect Younès Abouyaaqoub, qui l'aurait utilisée pour prendre la fuite. Le bilan serait donc de quinze morts pour l'attentat de Barcelone.

### Attaque de Cambrils
Le 18 août vers 1 h 30 du matin, un autre attentat se déroule à Cambrils à 120 km au sud-ouest de Barcelone selon le même mode opératoire. Les Mossos d'Esquadra ont abattu quatre terroristes, un cinquième, blessé et placé en détention, a succombé à ses blessures. Sept personnes dont un policier ont également été blessées, dont une qui meurt dans la journée,,. Une policière,, a abattu à elle seule quatre des terroristes qui l’attaquaient au couteau et qui portaient des ceintures explosives factices.

## Enquêtes

### Revendication
L'attentat de Barcelone ainsi que celui de Cambrils ont été revendiqués par le groupe État islamique qui entend cibler l'Espagne au motif de sa participation à la coalition en Syrie et en Irak ; bien que l'Espagne ne mène pas de frappes aériennes dans ces pays et que son rôle au sein de la coalition se limite à des missions de maintien de l’ordre, de déminage ou de premier secours.
Selon Wassim Nasr, journaliste de France 24 spécialiste du djihadisme : « Le but est de faire le plus de victimes parmi les ressortissants de pays membres de la coalition contre l’Etat islamique. Comme d’habitude, c’est destiné à faire peur, à nuire aux libertés publiques des Etats occidentaux, à radicaliser l’opinion. Il ne faut pas non plus sous-estimer les visées économiques : le coût de ces attentats pour l’Espagne, lié à leur impact sur le tourisme, sur les dépenses sécuritaires, sur les formations et les équipements octroyés aux forces de l’ordre, se chiffre en millions d’euros. C’est un moyen d’affaiblir les Etats démocratiques, de peser sur les opinions publiques, de mener une guerre d’usure ».

### Enquête judiciaire
La police a d'abord suspecté un dénommé Driss Oukabir, locataire apparent du fourgon. Celui-ci a affirmé être à Ripoll au moment de l'attaque. Il s'est par la suite présenté à un commissariat de police, déclarant s'être fait voler ses documents d'identité par son frère de 17 ans, Moussa Oukabir, qui a été tué lors de l'attaque de Cambrils. Le maire de Ripoll a confirmé que Driss Oukabir n'était pas, tout du moins, un des auteurs directs de l'attentat. Driss Oukabir était en outre fiché par la police et avait été incarcéré à Figueras avant d'être libéré en 2012.
L'identité des quatre autres terroristes abattus à Cambrils a été révélée le 19 août 2017 : il s'agit de Houssaine Abouyyaqoub, de Saïd Aalla et des frères Omar et Mohamed Hichamy, tous domiciliés à Ripoll.
Un autre membre de la cellule, Younes Abouyyaqoub et qui est soupçonné d'être le conducteur du véhicule ayant servi à l'attentat sur les Ramblas, reste recherché.
L'enquête s'oriente vers un imam de Ripoll, Abdelbaki Es Satty, qui est soupçonné d'avoir joué un rôle dans la radicalisation de plusieurs des terroristes et d'être membre actif de la cellule. Ce dernier est également activement recherché mais la police annonce finalement qu'il a péri dans l'explosion de la maison d'Alcanar.
Younes Abouyyaqoub est finalement abattu le 21 août 2017 par la police espagnole à Subirats, à 50 km de Barcelone. Le signalement de sa présence avait été fourni par un habitant de Subirats, après diffusion européenne de son avis de recherche,.
Dans le cadre d'une procédure ouverte par le parquet de Paris le 31 janvier 2018 pour tentatives d'assassinats en relation avec une entreprise terroriste et association de malfaiteurs terroristes criminelle], deux interpellations de personnes en lien avec Driss Oubakir sont conduites à Albi (Tarn) et une à Pont-Saint-Esprit (Gard) le 20 février 2018,. Une des personnes interpellées à Albi, un homme de 26 ans, est mise en examen, les autres relâchées faute d'éléments à charge.

### Condamnations
Driss Oukabir et Mohamed Houli Chemlal, sont respectivement condamnés à 46 et 53 ans de prison. Dans son communiqué, le tribunal madrilène de l’audience nationale, chargé notamment des affaires de terrorisme, a toutefois précisé que leur peine effective « ne dépasserait pas vingt ans ». Said Ben Iazza qui avait prêté un véhicule et des papiers aux assaillants est condamné à huit ans de prison. Ayant purgé la moitié de sa peine, il obtient la liberté conditionnelle en vertu d’une décision de la justice espagnole en septembre 2021.

## Bilan
Au 19 août 2017, plus de trente-cinq nationalités sont dénombrées parmi les victimes.
| Nationalité             | Morts     | Morts    | Blessés     | Blessés  | Total       |
| Nationalité             | Barcelone | Cambrils | Barcelone   | Cambrils | Total       |
| ----------------------- | --------- | -------- | ----------- | -------- | ----------- |
| Espagne                 | 4         | 1        | 71          | 1        | 77          |
| Italie                  | 3         |          | 3           |          | 6           |
| Portugal                | 2         |          | 0           |          | 2           |
| Allemagne               | 1         |          | 13          |          | 14          |
| Canada                  | 1         | 0        | 0           | 5        | 6           |
| Belgique                | 1         |          | 2           |          | 3           |
| Argentine               | 1         |          | 2           |          | 3           |
| États-Unis              | 1         |          | 1           |          | 2           |
| Royaume-Uni – Australie | 1         |          |             |          | 1           |
| France                  | 0         |          | 26          |          | 26          |
| Cuba                    | 0         |          | 5           |          | 5           |
| Australie               | 0         |          | 4           |          | 4           |
| Philippines             | 0         |          | 4           |          | 4           |
| Maroc                   | 0         |          | 3           |          | 3           |
| Grèce                   | 0         |          | 3           |          | 3           |
| Algérie                 | 0         |          | 3           |          | 3           |
| Pays-Bas                | 0         |          | 3           |          | 3           |
| Roumanie                | 0         |          | 3           |          | 3           |
| Danemark                | 0         |          | 2           |          | 2           |
| Taïwan                  | 0         |          | 2           |          | 2           |
| Colombie                | 0         |          | 1           |          | 1           |
| Hongrie                 | 0         |          | 1           |          | 1           |
| Chine                   | 0         |          | 1           |          | 1           |
| Irlande                 | 0         |          | 4           |          | 4           |
| Israël                  | 0         |          | 1           |          | 1           |
| Autriche                | 0         |          | 1           |          | 1           |
| Macédoine               | 0         |          | 1           |          | 1           |
| Pérou                   | 0         |          | 1           |          | 1           |
| Russie                  | 0         |          | 1           |          | 1           |
| Serbie                  | 0         |          | 1           |          | 1           |
| Turquie                 | 0         |          | 1           |          | 1           |
| Venezuela               | 0         |          | 1           |          | 1           |
| Inconnu                 |           | 0        | Environ 43  | 5        | Environ 53  |
| Total                   | 15        | 1        | Environ 130 | 6        | Environ 152 |

## Réactions

### Réactions politiques internationales
- Allemagne : condamnation de l'attaque, qualifiée de « révoltante » par la chancelière Angela Merkel qui exprime sa « solidarité et amitié aux côtés des Espagnols »[55].
- États-Unis : se distinguant des hommages des autres dirigeants internationaux[56], le président Donald Trump conseille d'« étudier ce que le général américain Pershing faisait aux terroristes quand ils étaient pris »[Note 1],[57].
- France : le président Emmanuel Macron affirme sur Twitter son « plein soutien aux victimes, à leurs familles et à leurs proches », en rappelant que « La France paie un lourd tribut dans cette terrible attaque »[58].
- Royaume-Uni : la Première ministre Theresa May déclare que « le Royaume-Uni est solidaire de l'Espagne contre le terrorisme »[59].
- Russie : le président Vladimir Poutine condamne un « crime cruel et cynique commis contre des civils. Ce qui vient de se passer confirme une fois encore la nécessité que la communauté internationale à de s'unir et de concentrer réellement ses efforts pour lutter sans compromis contre les forces terroristes »[60].
- Suisse : le conseiller fédéral Didier Burkhalter déclare que « C'est avec effroi et tristesse que la Suisse a pris connaissance de l'attentat qui a endeuillé l'Espagne. Nous sommes en pensées avec la population et le gouvernement espagnol à qui nous présentons nos condoléances et nous témoignons notre amitié »[61].
- Vatican : le pape François condamne à plusieurs reprises les attentats en Espagne et ailleurs qu'il qualifie de  « violence inhumaine »[62].

### Réactions sur les réseaux sociaux
Le réseau social Facebook a activé le soir même son « contrôle d'absence de danger » (safety check), un service qui permet à chaque utilisateur géolocalisé dans les zones dangereuses de signaler à ses amis qu’il est en sécurité.

### Hommages

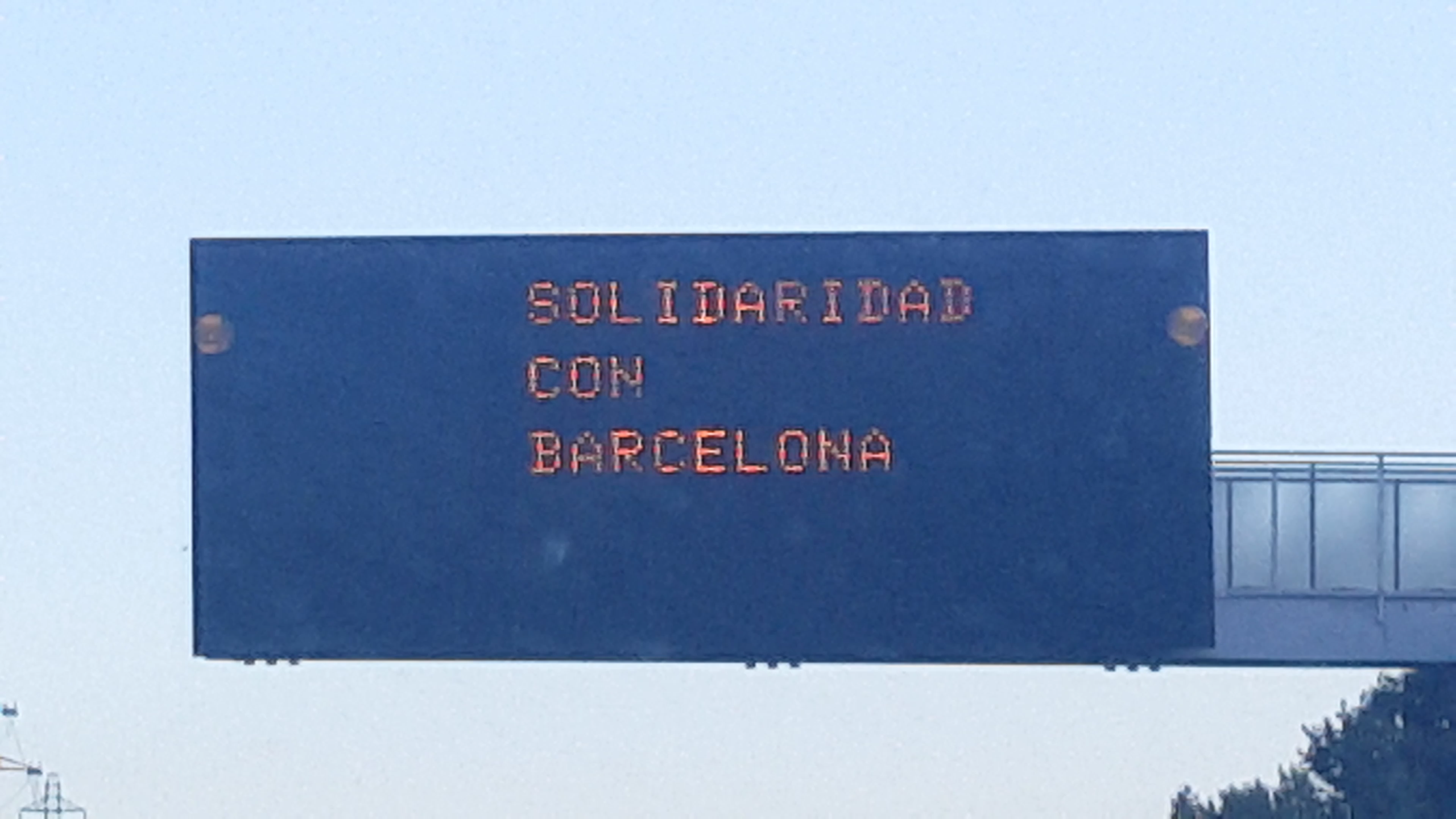
Panneau autoroutier rendant hommage aux victimes.
"En solidarité avec Barcelone"

Les joueurs du FC Barcelone ont observé une minute de silence en hommage aux victimes le 18 août au matin, puis des milliers de personnes rassemblées sur la place de Catalogne observent à leur tour une minute de silence en présence du roi Felipe VI, du président du gouvernement Mariano Rajoy et des principales autorités d’Espagne le 18 août 2017 à midi.
En France, les drapeaux sont mis en berne sur les « bâtiments et édifices publics » le 19 août 2017.
Le 19 août 2017, en hommage aux victimes des attentats de Barcelone et Cambrils, des soldats libanais hissent un drapeau espagnol sur une colline reprise à l'État islamique au cours de l'offensive du Jouroud de Qaa et Ras Baalbeck.
Le 20 août 2017, une messe pour la paix et la concorde est célébrée à la Sagrada Família en présence du roi d'Espagne, Felipe VI, et d'autres représentants politiques.
Les commémorations anniversaires des attentats ont lieu en présence du roi Felipe VI et du chef du gouvernement Pedro Sánchez.

## Nouvel attentat (évité) en 2018
Au surlendemain de la date anniversaire des attentats, Abdelouahab Taib, un ressortissant algérien de 29 ans, s'introduit dans un commissariat de Cornellà de Llobregat et tente d'y poignarder un mosso mais est abattu avant d'avoir pu commettre son geste.